# Henryk Niedźwiedzki
Henryk Władysław Niedźwiedzki (Bäreneiche, 1933. április 6. – Varsó, 2018. február 9.) olimpiai bronzérmes lengyel ökölvívó.

## Pályafutása
Két olimpián vett részt. Az 1952-es helsinki olimpián a második fordulóban kiesett. Az 1956-os melbourne-i olimpián pehelysúlyban bronzérmet szerzett.

## Sikerei, díjai
- Olimpiai játékok
  - bronzérmes: 1956, Melbourne